# Pregarje
Pregarje este o localitate din comuna Ilirska Bistrica, Slovenia, cu o populație de 216 locuitori.